# Copablepharon serraticornis
Copablepharon serraticornis är en fjärilsart som beskrevs av Blanchard 1976. Copablepharon serraticornis ingår i släktet Copablepharon och familjen nattflyn. Inga underarter finns listade i Catalogue of Life.